# Saint-Jean-de-Beugné

Saint-Jean-de-Beugné este o comună în departamentul Vendée, Franța. În 2009 avea o populație de 564 de locuitori.